# Jörg Schmall
Jörg Schmall (Stuttgart, 27 de enero de 1943) es un deportista alemán que compitió para la RFA en vela en la clase Tornado.
Participó en los Juegos Olímpicos de Montreal 1976, obteniendo una medalla de bronce en la clase Tornado. Ganó dos medallas en el Campeonato Mundial de Tornado, en los años 1975 y 1980, y tres medallas en el Campeonato Europeo de Tornado entre los años 1976 y 1980.

## Palmarés internacional
| Juegos Olímpicos   | Juegos Olímpicos                   | Juegos Olímpicos  | Juegos Olímpicos |
| Año                | Lugar                              | Medalla           | Clase            |
| ------------------ | ---------------------------------- | ----------------- | ---------------- |
| 1976               | Montreal (Canadá)                  | Medalla de bronce | Tornado          |
| Campeonato Mundial |                                    |                   |                  |
| Año                | Lugar                              | Medalla           | Clase            |
| 1975               | Copenhague (Dinamarca)             | Medalla de oro    | Tornado          |
| 1980               | Auckland (Nueva Zelanda)           | Medalla de bronce | Tornado          |
| Campeonato Europeo |                                    |                   |                  |
| Año                | Lugar                              | Medalla           | Clase            |
| 1976               | Medemblik (Países Bajos)           | Medalla de plata  | Tornado          |
| 1977               | Marstrand (Suecia)                 | Medalla de bronce | Tornado          |
| 1980               | Castiglione della Pescaia (Italia) | Medalla de plata  | Tornado          |